# Charles Gayarré

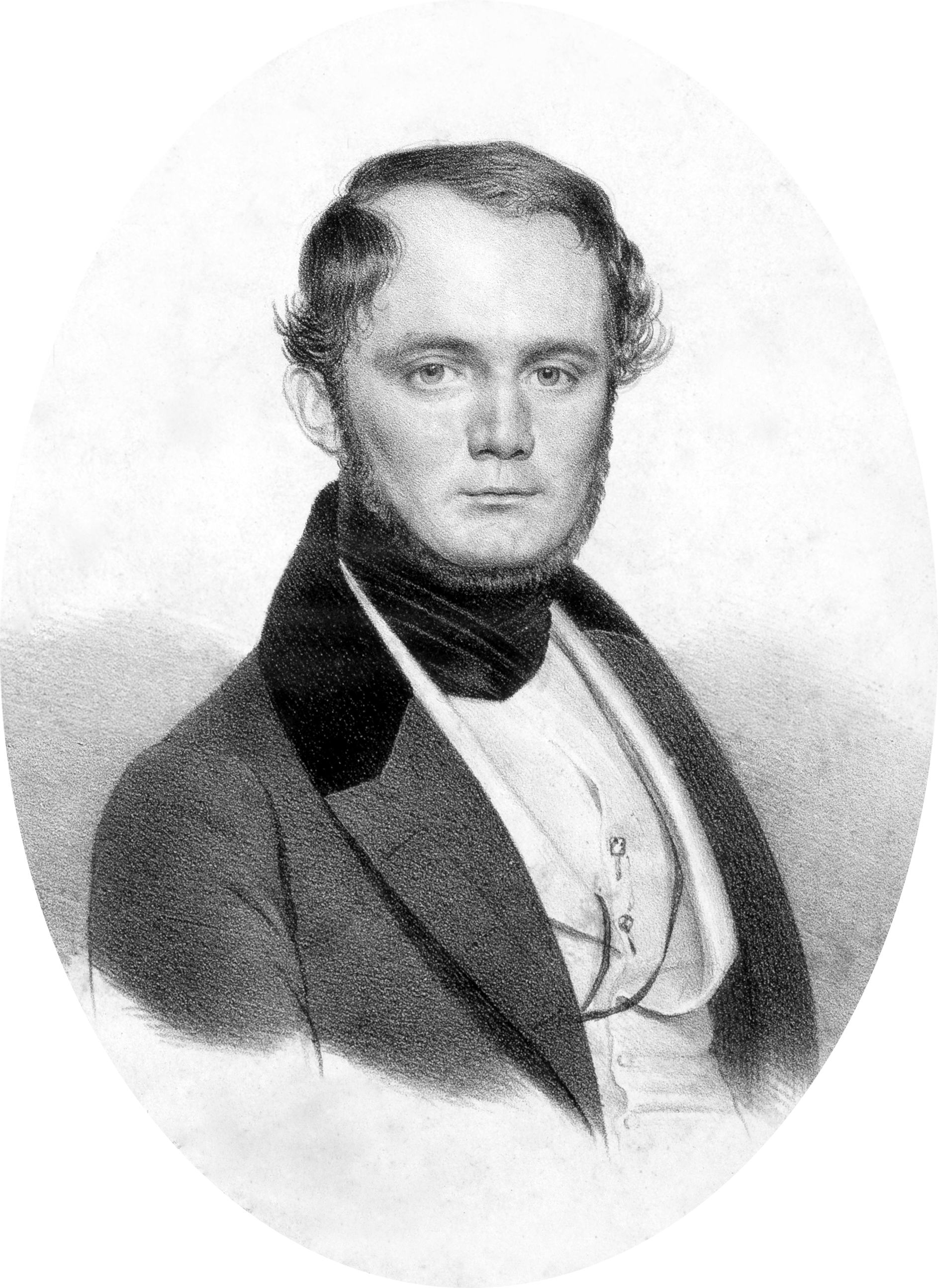
Charles Gayarré (Lithographie von Jules Lion)

Charles Étienne Arthur Gayarré (* 9. Januar 1805 in New Orleans; † 11. Februar 1895) war ein frankoamerikanischer (kreolischer) Rechtsanwalt, Richter, Politiker, Historiker und Schriftsteller im US-Bundesstaat Louisiana.

## Leben
Als Enkel von Étienne de Boré – New Orleans’ erstem Bürgermeister – auf der Boré-Plantage geboren, studierte er Jura in Philadelphia und kehrte 1829 nach New Orleans zurück, um eine Kanzlei zu eröffnen. Schon 1830 begann mit der Wahl in das Repräsentantenhaus von Louisiana seine Karriere. Darüber hinaus wurde er ins Büro des louisianischen Senators nach Washington, D.C. berufen, aber stattdessen Staatsanwalt bzw. Richter in New Orleans. Von 1845 bis 1852 übte er das Amt des Secretary of State von Louisiana aus. Während des Bürgerkrieges (1861–1865) warb er in Frankreich vergeblich für ein Bündnis mit den Südstaaten.
Sein bedeutendstes Werk ist die vierbändige Histoire de la Louisiane (1854–66), daneben zahlreiche Werke über spanische Geschichte und Politik.
Gayarre galt als Vordenker des Panlatinismus.